# مدرسة الشرطة نوار رباحي
مدرسة الشرطة نوار رباحي أو مدرسة الشرطة بقالمة هي أحد مراكز تكوين الشرطة الجزائرية، تم إنشائها  لتلبية الحاجيات التكوينية للشرطة الجزائرية وذلك بمدينة بوشقوف بولاية قالمة .